# Die sieben Kleider der Katrin
Pour plus de détails, voir Fiche technique et Distribution.
Die sieben Kleider der Katrin (« Les sept robes de Catherine » en allemand) est un film allemand réalisé par Hans Deppe sorti en 1954.
Il s'agit de l'adaptation du même nom de Gisi Gruber.

## Synopsis
Katrin Burian vit avec sa tante et son oncle. C'est son 18e anniversaire et elle reçoit une robe de sa tante - et rencontre l'aviateur Hans qu'elle ne connaît et n'aime que récemment. Un peu plus tard, elle attend une lettre de Hans qui la laisse partir. Son travail ne permet pas aux deux de devenir un couple. Sa meilleure amie, Franziska, la réconforte et l'invite peu après à une fête d'une maison d'édition. Franziska est tombée amoureuse du dessinateur Félix, qui est également un comte pauvre.
Katrin rencontre le célèbre écrivain Martin Pall, fasciné par la jeune femme. Ensemble, ils vont au casino puis rentrent. Ils sont arrêtés par une patrouille de police, qui arrête Katrin, qui trouve un bracelet précieux appartenant à son voisin du casino. Martin ne la défend pas et se détourne d'elle. Pourtant l'enquête semble montrer que les bijoux sont probablement restés inaperçus dans sa robe. Quand Katrin rentre à la maison, elle trouve son oncle en deuil : sa tante au cœur malade est décédée dans un infarctus à la nouvelle que sa nièce fut arrêtée. L'oncle vend la maison et Katrin est seule sans famille et sans ami. Après avoir reçu une dernière facture médicale de sa tante du Dr Peter Schörg, la jeune femme devient infirmière.
Katrin devient populaire auprès des patients ; la styliste Dubeck et le directeur de théâtre Mödel, qui se trouvent au sanatorium, l'embauchent immédiatement. Katrin est amoureuse du médecin principal Peter. Après un long voyage, Martin retourne en ville, il est désolé pour son comportement envers Katrin. Aussi Franziska préférerait-elle voir son amie Katrin avec le riche Martin et elle dit donc à Peter que Katrin est déjà fiancée à Martin et qu'elle planifie son mariage. Il se comporte maintenant de manière dédaigneuse vis-à-vis de Katrin et renoue ses fiançailles avec l'artiste Ilse Heyse, qui part toutefois peu de temps après pour étudier en Italie.
Katrin quitte le sanatorium, mais refuse l'aide de Martin, elle le dédaigne à cause de son comportement lors de son arrestation. Martin à son tour fait croire une liaison entre Katrin et le réalisateur Mödel à son insu. Elle est embauchée en tant que danseuse et devient rapidement la vedette du spectacle, ce qui ne convient pas à la première danseuse Ilona. Elle apprend que Katrin est pistonnée et le révèle peu de temps avant la première. Katrin démissionne et devient mannequin avec Mme Dubeck. Elle présente ici ses créations et se tient soudainement devant Ilse Heyse et son fiancé, qui n'est pas Peter. Katrin sait maintenant que Peter est à nouveau libre. Franziska, qui est sur le point d'épouser Félix, avoue à Peter qu'elle lui a dit le mensonge sur Katrin et Martin. Il apparaît dans le salon de mode de Mme Dubeck et laisse Katrin lui montrer une robe de mariée. Katrin et Peter tombent dans les bras l'un de l'autre et Mme Dubeck veut juste savoir si Katrin veut garder la robe sur place ou si elle devrait la porter pour le couple.

## Fiche technique
- Titre original et français : Die sieben Kleider der Katrin[1]
- Réalisation : Hans Deppe
- Scénario : Johanna Sibelius, Eberhard Keindorff, Walter F. Fichelscher (de)
- Musique : Heinrich Riethmüller
- Direction artistique : Willi Herrmann
- Costumes : Trude Ulrich
- Photographie : Herbert Körner (de), Herbert Wellert
- Montage : Johanna Meisel (de)
- Production : Hans Deppe
- Sociétés de production : Hans Deppe Film
- Société de distribution : Constantin Film
- Pays d'origine :  Allemagne de l'Ouest
- Langue : allemand
- Format : Noir et blanc - 1,37:1 - Mono - 35 mm
- Genre : Comédie
- Durée : 105 minutes
- Dates de sortie :
  - Allemagne de l'Ouest : 13 août 1954.
  - Autriche : 19 novembre 1954.
  - Danemark : 1er août 1955.
  - France : 1956[1]

## Distribution
- Sonja Ziemann : Katrin Burian
- Paul Klinger (de) : Dr. Peter Schörg
- Georg Thomalla : Felix Hohenstein
- Wolf Albach-Retty : Martin Pall
- Doris Kirchner : Franziska Tompe
- Leonard Steckel (de) : Mödel
- Licci Bala : Ilona
- Grethe Weiser : Mme Dubeck
- Kurt Vespermann : Oncle Philipp Hensel
- Käthe Haack : Tante Therese Hensel
- Irina Garden : Ilse Heyse
- Herbert Hübner : Dr. Heyse
- Joe Furtner (de) : M. Tompe
- Gunnar Möller (de) : Hans, l'aviateur
- Werner Schott : Le commissaire de police
- Axel Monjé (de) : Le compagnon d'Ilse

## Source de la traduction
- (de) Cet article est partiellement ou en totalité issu de l’article de Wikipédia en allemand intitulé « Die sieben Kleider der Katrin » (voir la liste des auteurs).